# 332530 Canders
332530 Canders este o planetă minoră (asteroid) din centura de asteroizi. A fost descoperită pe 29 iulie 2008 la Baldone⁠(d) de Kazimieras Černis⁠(d). 
Obiectul prezintă o orbită caracterizată de o semiaxă mare de 2,7385907168122 UAi, o excentricitate de 0,05, o înclinație de 5,6 ° în raport cu ecliptica.